# Lazare Rivière
Lazare Rivière (Montpellier, 1589 – 1655) è stato un medico francese.

## Biografia
Laureatosi nel 1611, diventato professore presso l'Università di Montpellier nel 1622, ereditò la cattedra di Laurent Coudin che mantenne fino alla morte. La sua notorietà aumentò quando guarì da diversi disturbi il re di Francia Luigi XIII.
Le sue opere, in particolare le Institutiones medicae (Lione, 1656) e la Praxis medica (Parigi, 1640-45), per molto tempo sono stati testi di base per l'insegnamento delle pratiche mediche e galeniche, contenendo molte indicazioni terapeutiche tra cui anche la formula della pozione anti-emetica, chiamata Pozione del Riverio, ancora utilizzata nel XX secolo. 

## Opere
- Pro suprema laurea Apollinari quaestiones medicae Cardinales … Monopolii, 1611. OCLC 252815538
- Praxis medica. Parigi: O. de Varennes, 1640. OCLC 25900740
- Methodus curandarum febrium. Lutetiae Parisiorum, Sumptibus Olivarii de Varennes, 1645. OCLC 14311414
- Observationes medicae et curationes insignes, quibus accesserunt observationes ab aliis communicatae. Parisiis, S. Piquet, 1646. OCLC 23637615
- Institutiones medicae: in qvinqve libros distinctae … Lvgdvni: Sumptibus Antonii Cellier, 1656. OCLC 14818403